# Gaspare Carpegna

Stemma dei conti di Carpegna

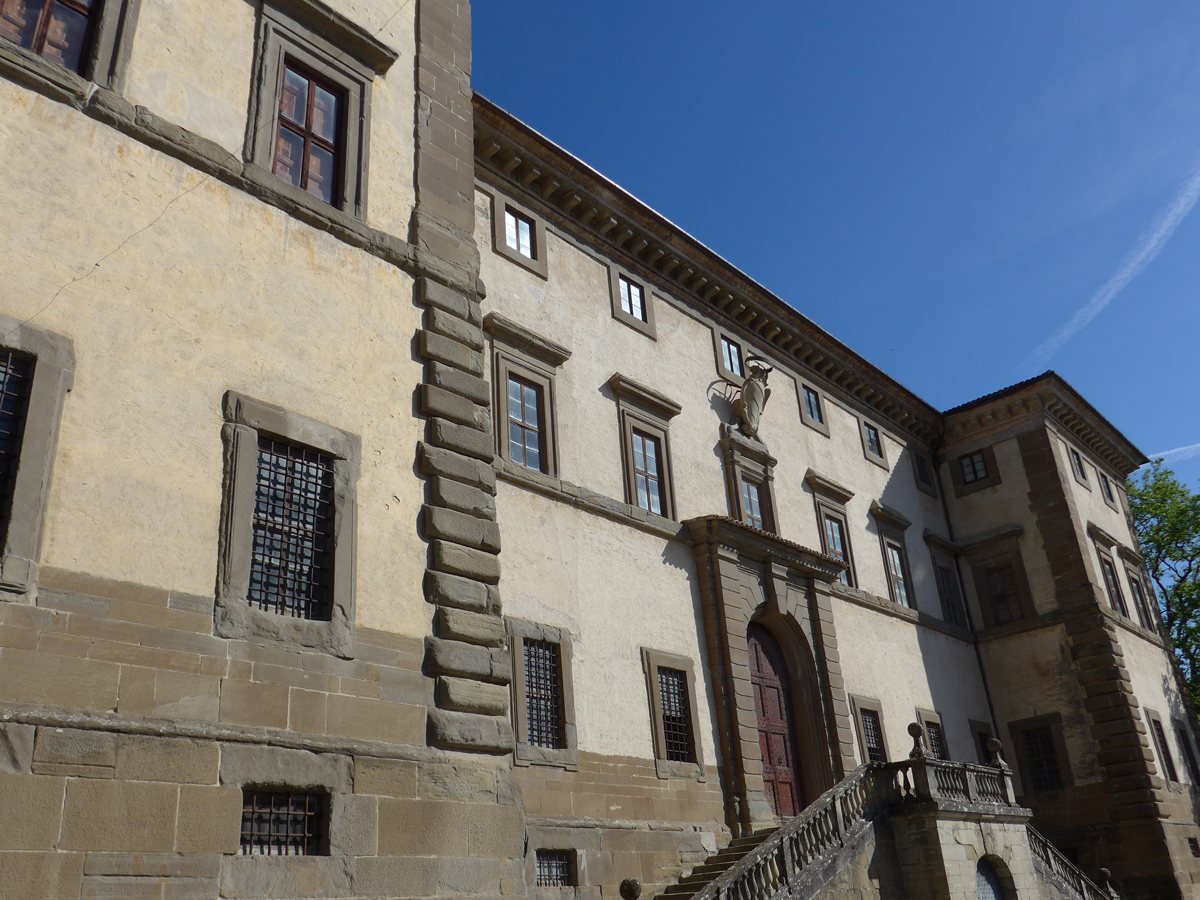
Carpegna, il palazzo dei principi eretto dal cardinale Gaspare Carpegna

Gaspare Carpegna (Roma, 8 maggio 1625 – Roma, 6 aprile 1714) è stato un cardinale italiano.

## Biografia
Nacque a Roma l'8 maggio 1625, figlio di Francesco Maria dei conti di Carpegna, nel Montefeltro, e di Marzia Spada.
Dopo aver compiuto studi letterari e giuridici, iniziò la carriera ecclesiastica, ricoprendo incarichi durante i pontificati di Innocenzo X (uditore della Segnatura di Giustizia e segretario della Congregazione delle Acque), di Alessandro VII (segretario del cardinale Flavio Chigi, canonico di San Pietro, referendario dell'una e dell'altra Segnatura, segretario della Congregazione del Buon Governo, uditore di Rota), e infine di Clemente IX (consultore del Sant'Uffizio).
Papa Clemente X (un nipote del quale, Antonio Altieri, aveva sposato sua sorella, Maria Virginia di Carpegna) lo elevò al rango di cardinale nel concistoro del 22 dicembre 1670 ed il 12 agosto 1671 lo nominò cardinale vicario quando dovette sostituire il proprio figlio adottivo Paluzzo Paluzzi Altieri degli Albertoni. Il cardinale Carpegna tenne saldamente il vicariato fino alla morte, per oltre 40 anni, sotto ben 5 papi: Clemente X, Innocenzo XI, Alessandro VIII, Innocenzo XII e Clemente XI.
Gran curiale, membro di numerosissime congregazioni e molto presente nella cultura romana (fu anche acclamato in Arcadia nel 1695, con il nome di Ermete Aliano, primo porporato assurto a tale onore), abilissimo nelle manovre di corte, assai severo nel reprimere gli abusi, tentò anche l'accesso al soglio pontificio nel conclave del 1689 - quello che elesse Alessandro VIII Ottoboni - ma ne fu escluso dall'ostilità della Francia e del Granducato di Toscana.
Reso inabile nel 1707 da un colpo apoplettico, morì il 6 aprile 1714 all'età di 88 anni, e fu sepolto nella tomba di famiglia a Santa Maria in Vallicella.

## IlMuseo Carpegnae lacollezione Carpegna
Tra i più raffinati collezionisti del suo tempo, Gaspare di Carpegna raccolse numerose opere d'arte, sia contemporanea che antica, sia profana che sacra, esponedole nel suo palazzo di rione Sant'Eustachio (oggi in Corso del Rinascimento), in quello che le cronache dell'epoca definiscono il Museo Carpegna.
La collezione includeva quadri, disegni, sculture, stoffe, vetri sacri e dorati, carte cinesi, porcellane e maioliche (tra cui i Piatti Carpegna oggi ai Musei vaticani) ed altri oggetti. Particolarmente pregevoli erano i pezzi di epoca classica, tra cui bronzi, epigrafi, medaglie in oro ed argento, monete, bassorilievi, mosaici, piccoli manufatti in bronzo, avorio, vetro, cristallo, ma soprattutto le gemme, cammei di età imperiale e altre opere di glittica tra le più celebri e preziose dell'antichità.
Alcuni anni dopo la morte del cardinale, per interessamento di Benedetto XIV, la collezione fu ceduta dal nipote Francesco Maria di Carpegna allo Stato e destinata alla Biblioteca Vaticana. Trasferita al Museo Cristiano (nucleo originario dei Musei Vaticani) e al Museo Profano sin dalla loro costituzione (1757 e 1767, rispettivamente), la collezione Carpegna fu oggetto di spoliazioni in epoca napoleonica, così che alcune tra le sue opere più pregevoli sono oggi conservate al Museo del Louvre, a Parigi.
Tra gli oggetti più preziosi della collezione erano i grandi cammei di epoca imperiale per i quali nel 1779 Pio VI aveva incaricato Luigi Valadier di realizzare preziose ed elaborate montature.
Tra questi si segnalano il Cammeo Carpegna, rappresentante Il trionfo di Bacco (in agata, con montatura in alabastro, bronzo e oro  del 1780, oggi nelle collezioni del Museo del Louvre e recentemente esposto alla Frick Collection di New York), il Cammeo di Augusto (in agata, con montatura in marmo, cristallo di rocca, oro, bronzo dorato e smalto del 1785, oggi al Museo del Louvre), e il Cammeo di Bacco e Arianna (in pasta di vetro con montatura in marmo, pietre semipreziose, cristallo di rocca e bronzo del 1780-1785, anch'esso al Museo del Louvre).

## Il Palazzo dei Principi a Carpegna
Attorno al 1675 il cardinale Gaspare commissionò il progetto di un maestoso palazzo, da ubicarsi nel paese di origine della famiglia, Carpegna, nel Montefeltro, al famoso architetto Giovanni Antonio De Rossi. Nel 1696, ad oltre vent'anni dall'inizio dei lavori (gli scavi per gettare le fondamenta furono iniziati nel 1674), lo splendido palazzo, tuttora esistente, in buono stato e proprietà dei Principi di Carpegna, poteva considerarsi ultimato. Nei quattro punti cardinali delle fondamenta furono poste delle medaglie raffiguranti i cardinali Gaspare e Ulderico di profilo e il paesaggio del paese con il palazzo in costruzione datate 1675 con il motto " Nomen fama-quae vestra sumus " siamo il vostro nome e la vostra fama, fuse nei tre metalli oro, argento e bronzo, il costo finale dell'opera ammontò a 190.000 scudi romani d'oro.
Pur inquadrabile nello stile delle ville dell'epoca, palazzo Carpegna spicca per la sua caratteristica di palazzo-fortezza, ispirato alle ville fortificate di matrice fiorentina.

## Genealogia episcopale e successione apostolica
La genealogia episcopale è:
- Cardinale Scipione Rebiba
- Cardinale Giulio Antonio Santori
- Cardinale Girolamo Bernerio, O.P.
- Arcivescovo Galeazzo Sanvitale
- Cardinale Ludovico Ludovisi
- Cardinale Luigi Caetani
- Cardinale Ulderico Carpegna
- Cardinale Paluzzo Paluzzi Altieri degli Albertoni
- Cardinale Gaspare Carpegna

La successione apostolica è:
- Vescovo Ippolito Vicentini (1671)
- Cardinale Fabrizio Spada (1672)
- Arcivescovo Hyacinthe Libelli, O.P. (1673)
- Vescovo Simon Gaudenti (1673)
- Vescovo Andrea Francolisio d'Aquino (1673)
- Vescovo Giuseppe di Giacomo (1673)
- Arcivescovo Carlo Francesco Airoldi (1673)
- Vescovo Giuseppe Pianetti (1673)
- Vescovo Lodovico Magni, O.F.M.Conv. (1674)
- Vescovo Alfonso Pacella (1674)
- Vescovo Giuseppe de Lazzara (1676)
- Vescovo Vincenzo Cavalli (1676)
- Vescovo Antonio Savo de' Panicoli (1678)
- Arcivescovo Louis d'Anglure de Bourlemont (1679)
- Arcivescovo Gaetano Miroballi, C.R. (1679)
- Vescovo Carlo Molza, O.S.B. (1679)
- Vescovo Francesco Berardino Corradini (1680)
- Vescovo Carlo Riggio (1681)
- Cardinale Federico Visconti (1681)
- Vescovo Stefano Ricciardi (1681)
- Cardinale Giacomo Antonio Morigia, B. (1681)
- Vescovo Francesco Maria Caffori (1681)
- Cardinale Fabrizio Paolucci (1685)
- Cardinale Gasparo Cavalieri (1687)
- Arcivescovo Francesco Liberati (1688)
- Arcivescovo Giorgio Emo (1688)
- Vescovo Giovanni Vusich (1688)
- Cardinale Bandino Panciatici (1689)
- Cardinale Giacomo Boncompagni (1690)
- Vescovo Marco Battista Battaglini (1690)
- Arcivescovo Michele Antonio Vibò (1690)
- Vescovo Paolo Vallaresso (1693)
- Patriarca Andrea Riggio (1693)
- Vescovo Michelangelo Veraldi (1693)
- Vescovo Juan Alfonso Valerià y Aloza, O.F.M. (1694)
- Vescovo Giuseppe Olgiati (1694)
- Cardinale Francesco Acquaviva d'Aragona (1697)
- Cardinale Giulio Piazza (1697)

## Ascendenza
|                                      |                                             |                      | Genitori                                  |  |  | Nonni |  |  | Bisnonni                        |  |  | Trisnonni                   |  |
|                                      |                                             |                      |                                           |  |  |       |  |  | Giovanni III, conte di Carpegna |  |  | Orazio I, conte di Carpegna |  |
|                                      |                                             |                      |                                           |  |  |       |  |  | Giovanni III, conte di Carpegna |  |  | Orazio I, conte di Carpegna |  |
|                                      |                                             | Livia Bartolini      |                                           |  |  |       |  |  | Giovanni III, conte di Carpegna |  |  |                             |  |
| Orazio II, conte di Carpegna         |                                             |                      |                                           |  |  |       |  |  | Giovanni III, conte di Carpegna |  |  |                             |  |
|                                      |                                             | Beatrice Landriani   | …                                         |  |  |       |  |  |                                 |  |  |                             |  |
|                                      |                                             | Beatrice Landriani   | …                                         |  |  |       |  |  |                                 |  |  |                             |  |
|                                      |                                             | Beatrice Landriani   | …                                         |  |  |       |  |  |                                 |  |  |                             |  |
| Francesco Maria I, conte di Carpegna |                                             | Beatrice Landriani   |                                           |  |  |       |  |  |                                 |  |  |                             |  |
|                                      |                                             | Gianfranco Passionei | …                                         |  |  |       |  |  |                                 |  |  |                             |  |
|                                      |                                             | Gianfranco Passionei | …                                         |  |  |       |  |  |                                 |  |  |                             |  |
|                                      |                                             | Gianfranco Passionei | …                                         |  |  |       |  |  |                                 |  |  |                             |  |
| Camilla Passionei                    |                                             | Gianfranco Passionei |                                           |  |  |       |  |  |                                 |  |  |                             |  |
|                                      |                                             | …                    | …                                         |  |  |       |  |  |                                 |  |  |                             |  |
|                                      |                                             | …                    | …                                         |  |  |       |  |  |                                 |  |  |                             |  |
|                                      |                                             | …                    | …                                         |  |  |       |  |  |                                 |  |  |                             |  |
| Gaspare Carpegna                     |                                             | …                    |                                           |  |  |       |  |  |                                 |  |  |                             |  |
|                                      | Michelangelo Spada, I conte di Collescipoli | Silvestro Spada      |                                           |  |  |       |  |  |                                 |  |  |                             |  |
|                                      | Michelangelo Spada, I conte di Collescipoli | Silvestro Spada      |                                           |  |  |       |  |  |                                 |  |  |                             |  |
|                                      | Michelangelo Spada, I conte di Collescipoli | Ersilia degli Atti   |                                           |  |  |       |  |  |                                 |  |  |                             |  |
| Gaspare Spada, conte di Collescipoli | Michelangelo Spada, I conte di Collescipoli |                      |                                           |  |  |       |  |  |                                 |  |  |                             |  |
|                                      |                                             | Sulpizia Benzoni     | …                                         |  |  |       |  |  |                                 |  |  |                             |  |
|                                      |                                             | Sulpizia Benzoni     | …                                         |  |  |       |  |  |                                 |  |  |                             |  |
|                                      |                                             | Sulpizia Benzoni     | …                                         |  |  |       |  |  |                                 |  |  |                             |  |
| Marzia Spada                         |                                             | Sulpizia Benzoni     |                                           |  |  |       |  |  |                                 |  |  |                             |  |
|                                      |                                             | Muzio Mattei         | Ludovico II Mattei                        |  |  |       |  |  |                                 |  |  |                             |  |
|                                      |                                             | Muzio Mattei         | Ludovico II Mattei                        |  |  |       |  |  |                                 |  |  |                             |  |
|                                      |                                             | Muzio Mattei         | Lucrezia Capranica                        |  |  |       |  |  |                                 |  |  |                             |  |
| Virginia Mattei                      |                                             | Muzio Mattei         |                                           |  |  |       |  |  |                                 |  |  |                             |  |
|                                      |                                             | Lucrezia Bandini     | Pierantonio Bandini, marchese d'Antrodoco |  |  |       |  |  |                                 |  |  |                             |  |
|                                      |                                             | Lucrezia Bandini     | Pierantonio Bandini, marchese d'Antrodoco |  |  |       |  |  |                                 |  |  |                             |  |
|                                      |                                             | Lucrezia Bandini     | Casandra Cavalcanti                       |  |  |       |  |  |                                 |  |  |                             |  |
|                                      |                                             | Lucrezia Bandini     |                                           |  |  |       |  |  |                                 |  |  |                             |  |